# Pac & Pal
Pac & Pal (パック＆パル Pakku y Paru?) es un juego arcade publicado sólo en Japón por Namco en 1983. El juego funcionaba en el hardware de Namco Super Pac-Man, y su objetivo era que Pac-Man comiera todos los premios antes de ser atrapado por los fantasmas. Muchos de los premios eran frutas del juego de Pac-Man original con unas pocas características nuevas. Su valor varía, empezando con cerezas de 50 puntos. Los ítems comestibles primero tienen que ser desbloqueados al dar vuelta las tarjetas distribuidas por todo el laberinto. Muy pocas unidades del juego todavía existen, ya que este es posiblemente el más raro juego de Pac-Man.

## El personaje de "Pal"
Un personaje exclusivo es introducido en este juego: Miru (ミル?), el "Pal" del título.  Es un fantasma femenino verde (diferenciado por su moño en el pelo) que luce como una grosella con pies. Cuando un premio es desbloqueado, ella pasea alrededor, dándole a Pac-Man algún tiempo para tratar de llegar al mismo. Luego de algún tiempo, ella se lo lleva adentro de la casa de los fantasmas donde se perderá para siempre. Esto podría ayudar a limpiar el nivel, sin embargo, y si ella lleva el último adentro, automáticamente se limpia el nivel. Debido a la habilidad de usar esta ventaja, puede ser la razón por la que se le llama "Pal" (que en inglés significa "amigo" o "compañero"). Ella no se ve afectada por otros fantasmas. Para obtener la máxima  cantidad de puntos de los premios, Pac-Man tiene que comerlos primero, o interceptar a Miru.
En una versión alternativa de este juego se crea a Chomp Chomp, el perro del Pac-Man de la serie animada, en lugar de Miru, y el nombre del juego es cambiado a Pac-Man & Chomp-Chomp.

## Nuevas características
Otra nueva característica para el juego de Pac-Man (además de Miru) es la capacidad de disparar. En lugar de tener energizantes, dos de los ítems para alcanzar son los símbolos de bonus particulares del nivel, que se alinean en la parte inferior de la pantalla cada vez que se alcanza un nuevo nivel. Los primeros dos son las naves madre del juego Galaxian. Símbolos posteriores incluyen un auto rojo del Rally-X, una trompeta, un muñeco de nieve, e incluso otro Pac-Man. Cuando Pac-Man come a éste, en lugar de que los fantasmas se vuelvan azules, él se vuelve de color azul, y momentáneamente tiene el poder de disparar un rayo, humo, notas musicales, rayos congelantes y pequeños Pac-Man a los fantasmas (que se vuelven de color púrpura y azul a veces, dependiendo del elemento utilizado para realizar el aturdido). Esto los aturde y da el puntaje familiar de 200, 400, 800, y 1600 para cada fantasma atacado. Cuando se aturde a los fantasmas, Pac-Man puede pasar a través de ellos. Si el efecto de aturdimiento desaparece antes de que la capacidad de disparar rayos desaparezca, Pac-Man puede disparar de nuevo al fantasma por otros 1.600 puntos. Los valores de los puntos aumentan cuando Pac-Man se come el otro símbolo de bonus antes de que el efecto desaparezca.
Cada pocos niveles hay un bonus round con un laberinto que sólo contiene tarjetas que generan un mayor puntaje, hasta que el jugador da vuelta una tarjeta con Blinky debajo de ella. En ese punto, el bonus round termina, pero no se pierden vidas. Cada nivel tiene también un fondo musical simple, a diferencia de los otros Pac-Man anteriores.

## Rareza
Para muchos, este es el juego de Pac-Man más raro. Sin embargo, juegos como el JAKKS Pacific Namco Plug N' Play, el Namco Museum Remix, y el Namco Museum Virtual Arcade posibilitan a la gente en los EE. UU. jugarlo, también haciendo al juego un poco más común.